# Psocomorpha
Psocomorpha (лат.) — подотряд сеноедов.

## Описание
Усики 13-сегментные. Если крылья развиты, то pt склеритизированная. Лапки взрослых двух-трёх-сегментные. Парапрокты с полями трихоботрий.

## Систематика
В составе подотряда:
- Инфаотряд: Epipsocetae

- Семейство: Cladiopsocidae
- Семейство: Dolabellopsocidae
- Семейство: Epipsocidae
- Семейство: Neurostigmatidae
- Семейство: Ptiloneuridae
- Семейство: Spurostigmatidae

- Инфаотряд: Caeciliusetae

- Надсемейство: Asiopsocoidea

- Семейство: Asiopsocidae

- Надсемейство: Caeciliusoidea

- Семейство: Caeciliusidae
- Семейство: Stenopsocidae
- Семейство: Amphipsocidae
- Семейство: Dasydemellidae

- Инфаотряд: Homilopsocidea

- Семейство: Archipsocidae
- Семейство: Bryopsocidae
- Семейство: Calopsocidae
- Семейство: Ectopsocidae
- Семейство: Elipsocidae
- Семейство: Lachesillidae
- Семейство: Lesneiidae
- Семейство: Mesopsocidae
- Семейство: Peripsocidae
- Семейство: Philotarsidae
- Семейство: Pseudocaeciliidae
- Семейство: Sabulopsocidae
- Семейство: Trichopsocidae

- Инфаотряд: Psocetae

- Семейство: Hemipsocidae
- Семейство: древесные вши (Psocidae)
- Семейство: Psilopsocidae
- Семейство: Myopsocidae